# Amphiprion
Genre
Amphiprion est un genre de poissons, dont le nom vernaculaire est poisson clown, qui contient une trentaine d'espèces. Ces poissons vivent la plupart du temps en relation mutualiste avec des anémones de mer.

## Étymologie
Amphiprion vient du grec amphi (« des deux côtés ») et prion (« scie »), en référence aux pointes dentées présentes sur le bord des pièces osseuses operculaires.

## Espèces
Selon FishBase (21 janv. 2013) :
- Amphiprion akallopisos Bleeker, 1853 — Poisson-clown moufette
- Amphiprion akindynos Allen, 1972 — Poisson-clown de la grande barrière
- Amphiprion allardi Klausewitz, 1970 — Poisson-clown d'Allard
- Amphiprion barberi Allen, Drew & Kaufman, 2008
- Amphiprion biaculeatus (Bloch, 1790) — Poisson-clown à joues épineuses
- Amphiprion bicinctus Rüppell, 1830 — Poisson-clown à deux bandes
- Amphiprion chagosensis Allen, 1972
- Amphiprion chrysogaster Cuvier, 1830 — Poisson-clown de Maurice
- Amphiprion chrysopterus Cuvier, 1830 — Poisson-clown à nageoires orange, Poisson-clown à nageoires jaunes
- Amphiprion clarkii (Bennett, 1830) — Poisson-clown de Clark
- Amphiprion ephippium (Bloch, 1790) — Poisson-clown à selle
- Amphiprion frenatus Brevoort, 1856 — Poisson-clown rouge
- Amphiprion fuscocaudatus Allen, 1972
- Amphiprion latezonatus Waite, 1900
- Amphiprion latifasciatus Allen, 1972 — Poisson-clown de Madagascar
- Amphiprion leucokranos Allen, 1973 — Poisson-clown à capuchon blanc
- Amphiprion mccullochi Whitley, 1929 — Clown de Mc Culloch
- Amphiprion melanopus Bleeker, 1852 — Poisson-clown bistré
- Amphiprion nigripes Regan, 1908 — Poisson-clown des Maldives
- Amphiprion ocellaris Cuvier, 1830 — Poisson-clown à trois bandes
- Amphiprion omanensis Allen and Mee in Allen, 1991 — Poisson-clown d'Oman
- Amphiprion pacificus Allen, Drew & Fenner, 2010
- Amphiprion percula (Lacépède, 1802) — Poisson-clown du Pacifique
- Amphiprion perideraion Bleeker, 1855 — Poisson-clown à collier, Poisson-clown rose
- Amphiprion polymnus (Linnaeus, 1758) — Poisson-clown selle blanche
- Amphiprion rubrocinctus Richardson, 1842
- Amphiprion sandaracinos Allen, 1972 — Poisson-clown à bande dorsale
- Amphiprion sebae Bleeker, 1853 — Poisson-clown de Seba
- Amphiprion thiellei Burgess, 1981
- Amphiprion tricinctus Schultz and Welander in Schultz, 1953 — Poisson-clown à trois raies

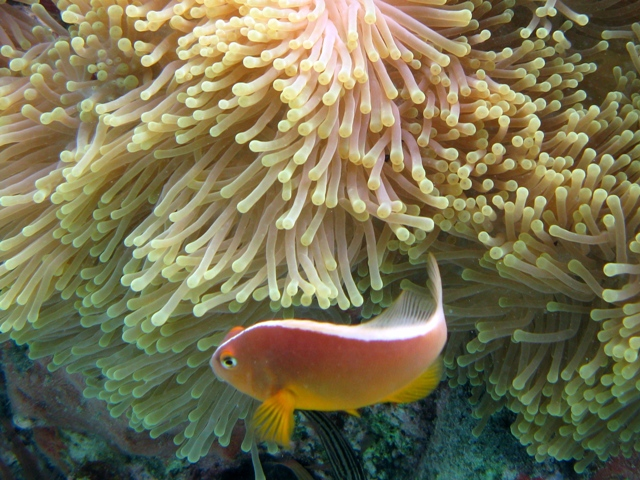
Amphiprion akallopisos
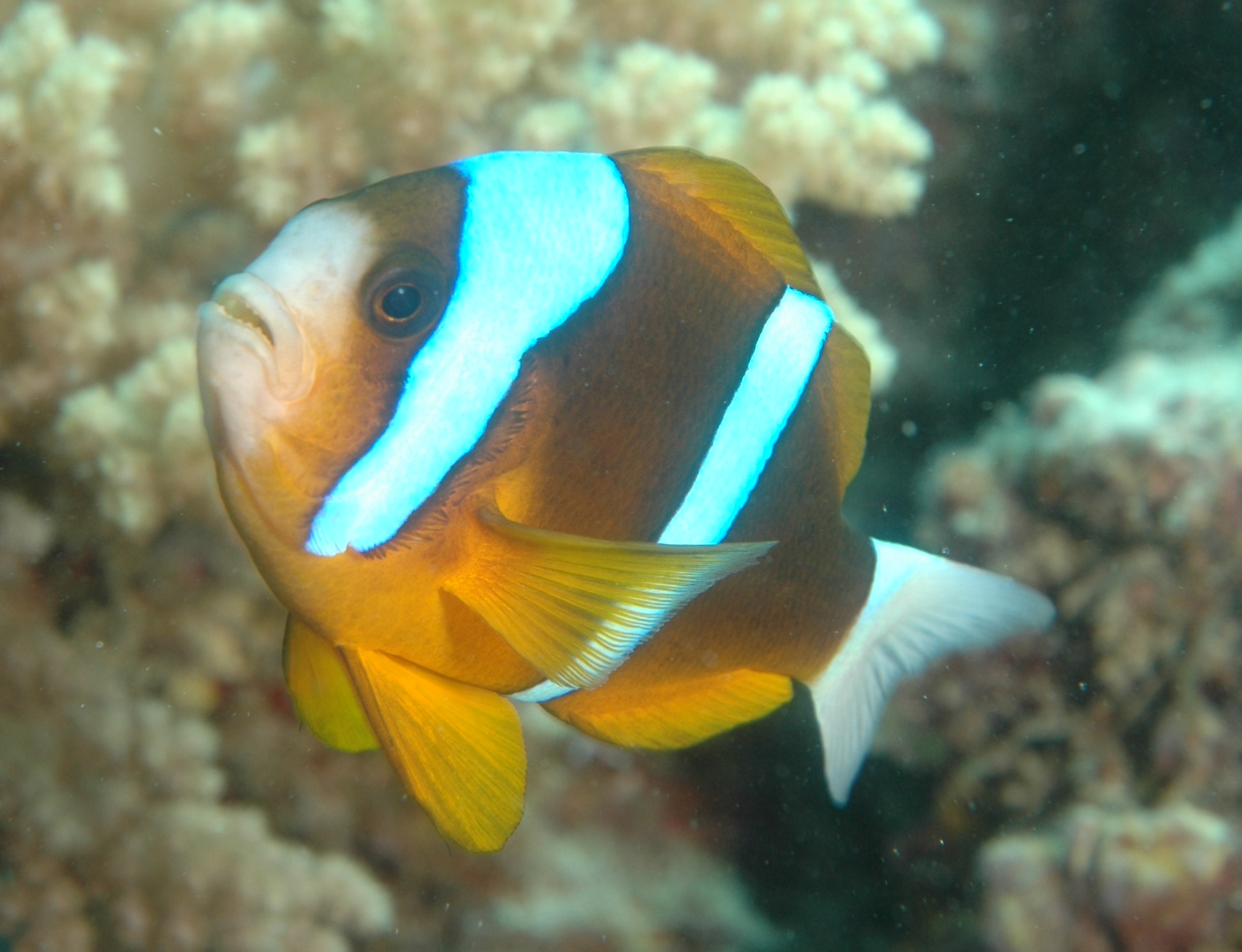
Amphiprion akindynos
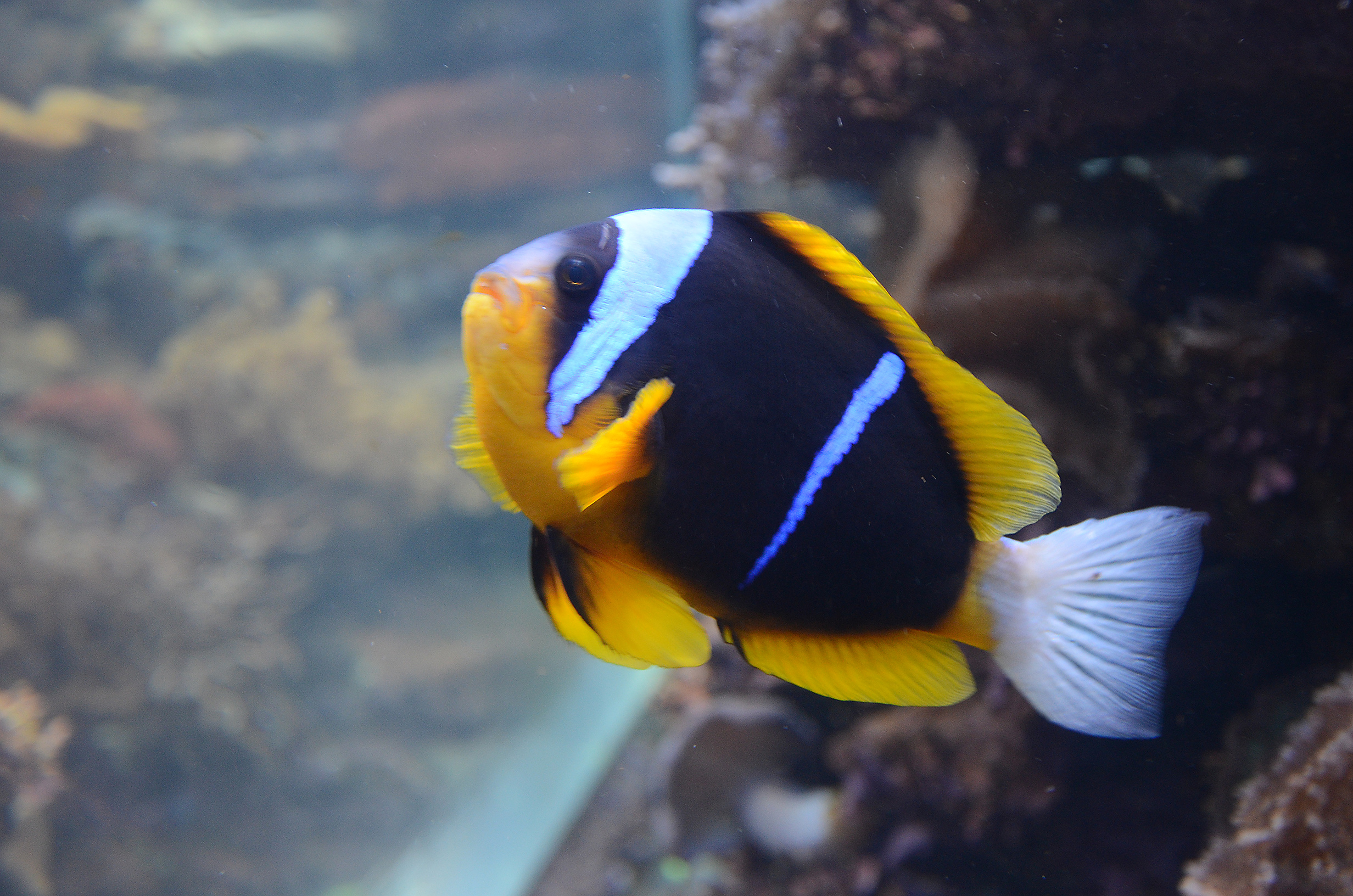
Amphiprion allardi
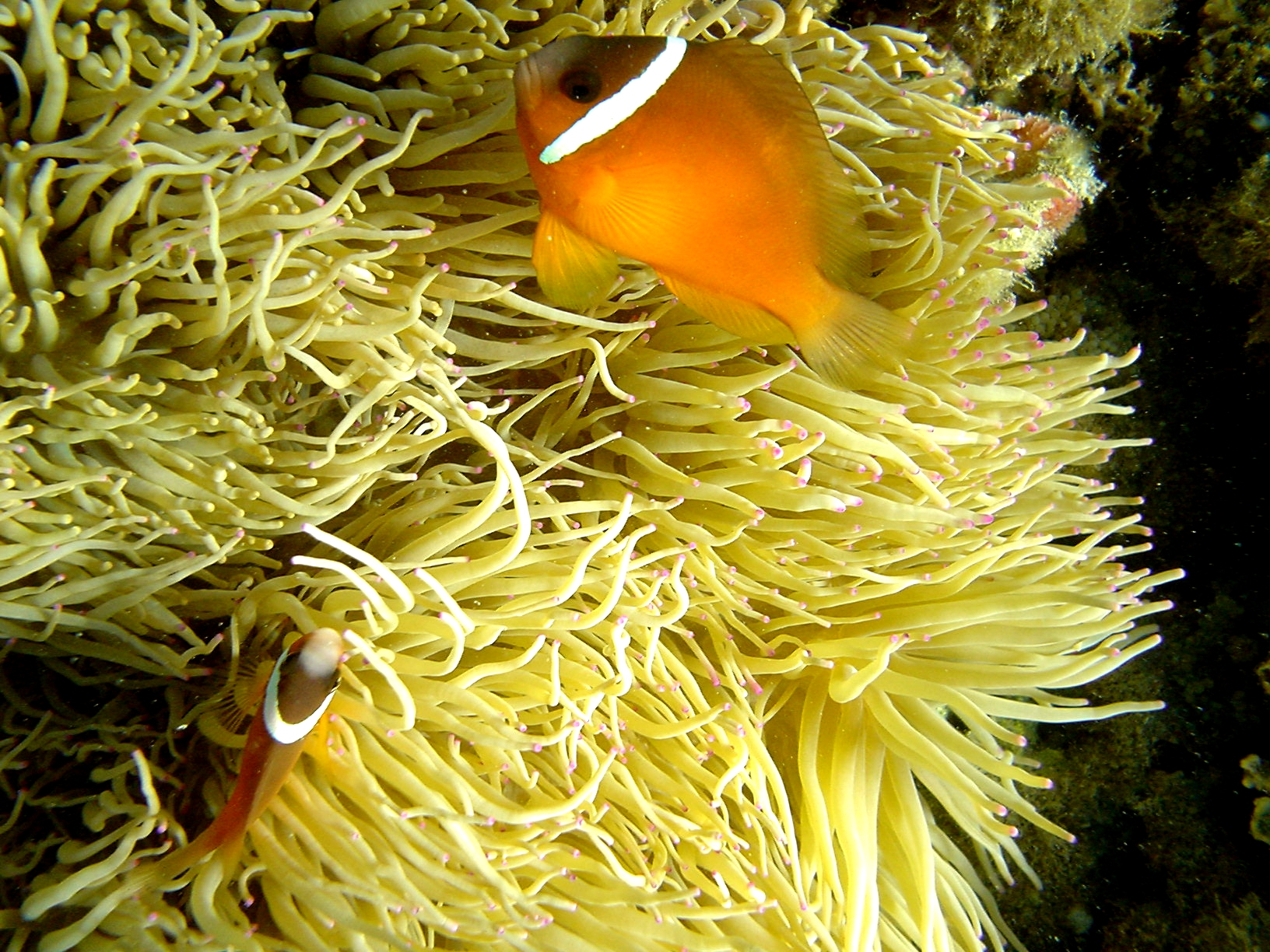
Amphiprion barberi
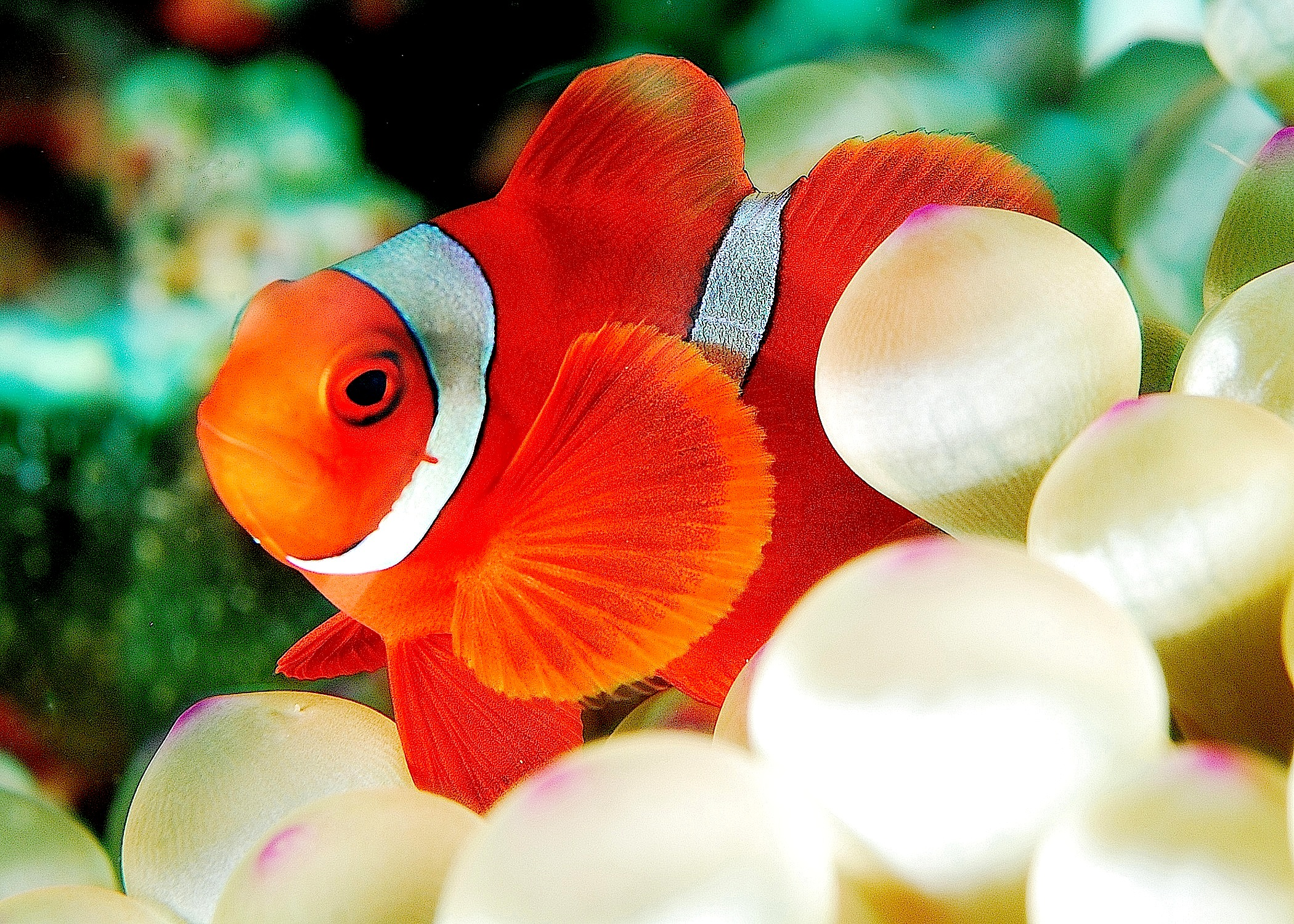
Amphiprion biaculeatus
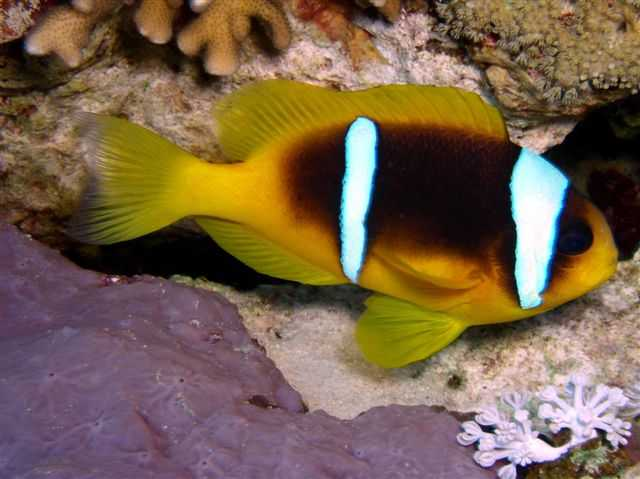
Amphiprion bicinctus
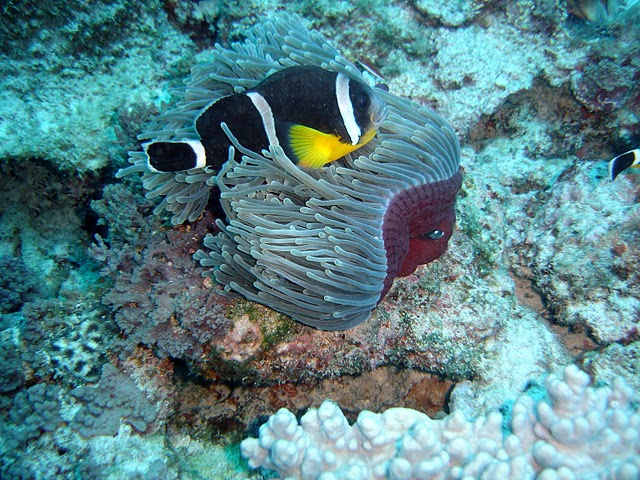
Amphiprion chrysogaster
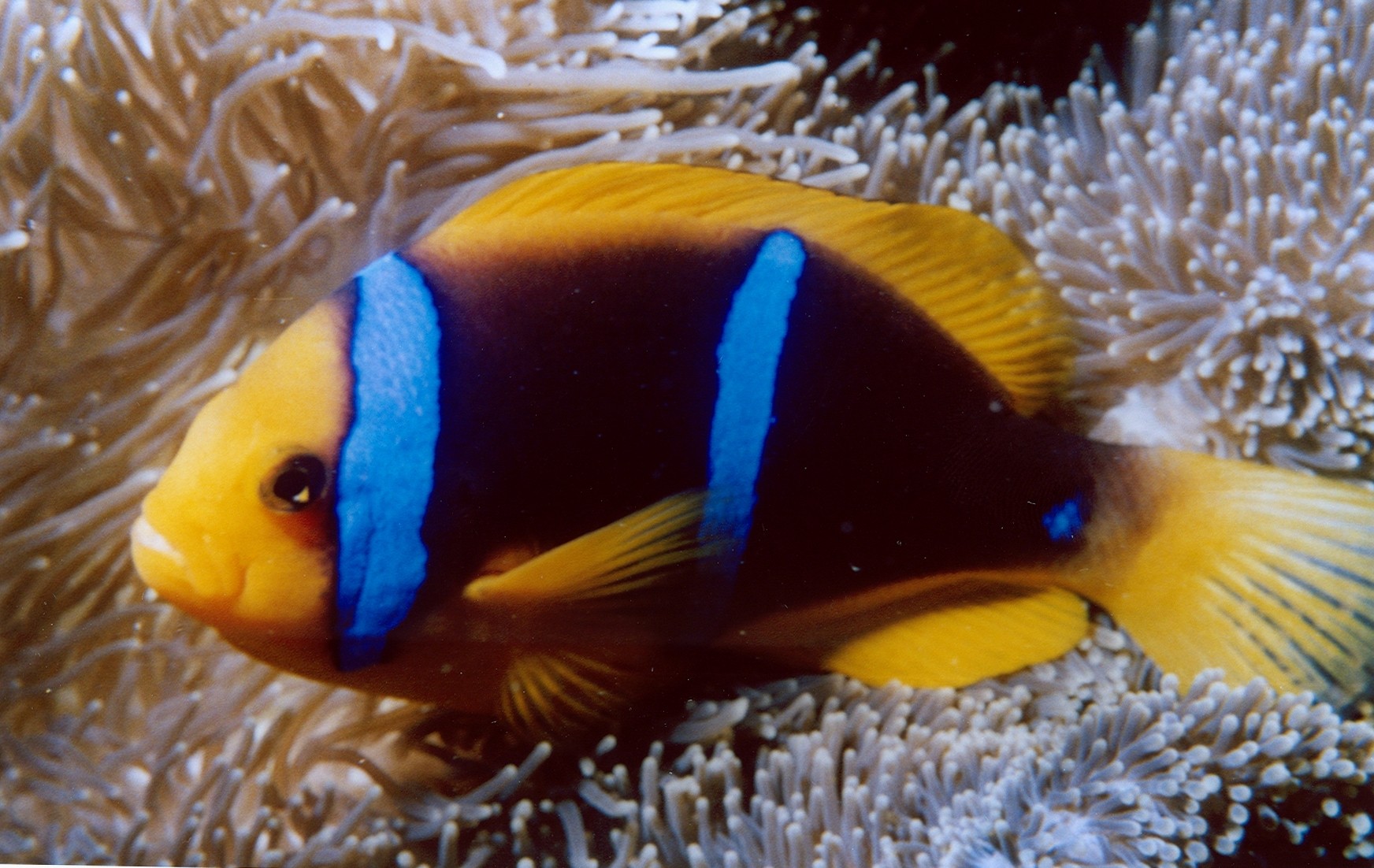
Amphiprion chrysopterus
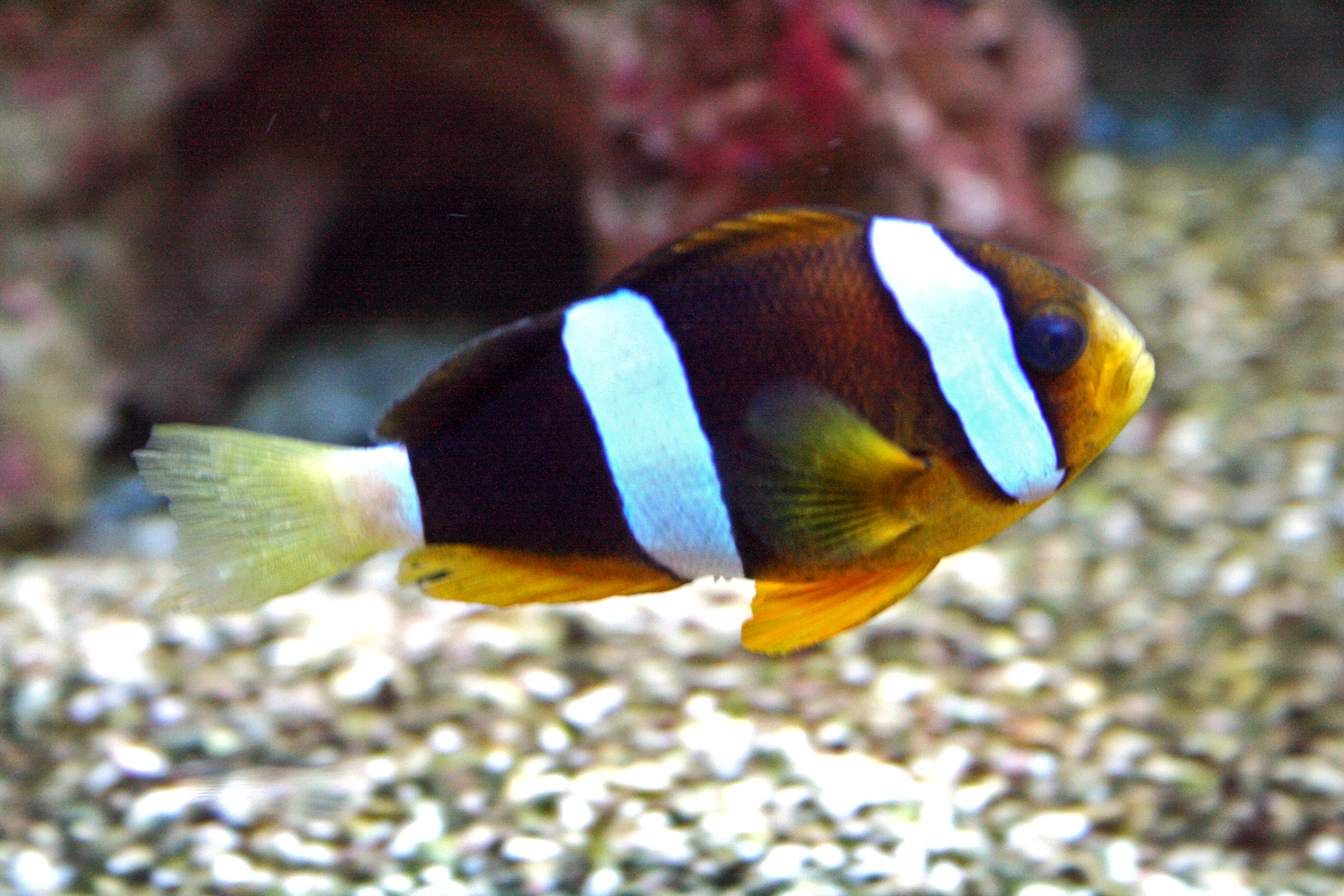
Amphiprion clarkii
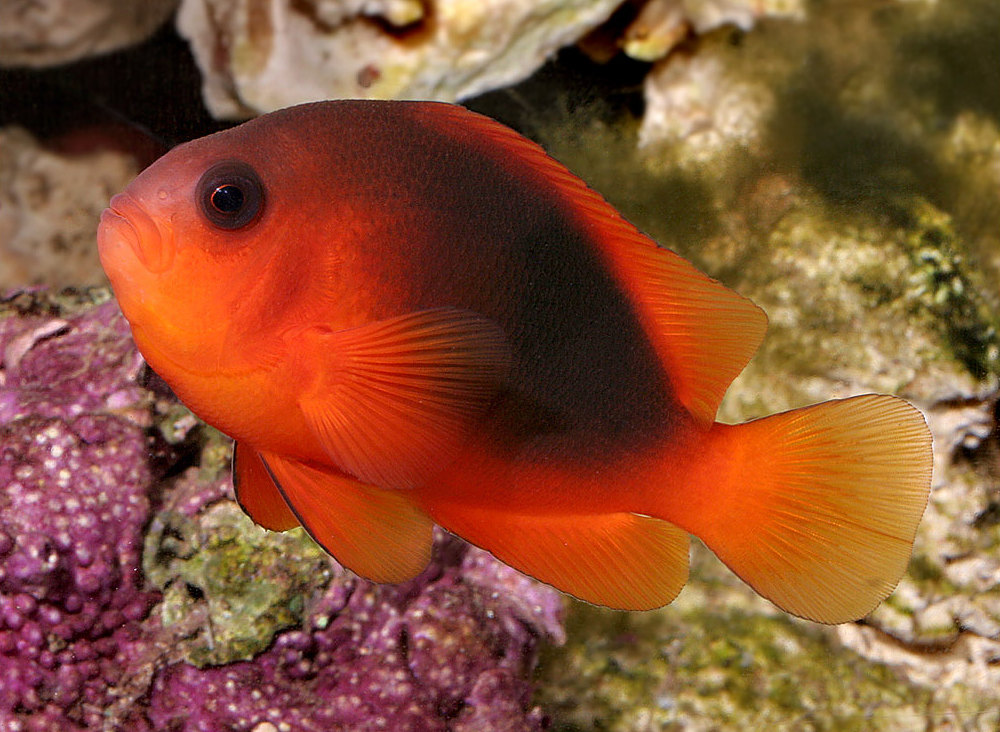
Amphiprion ephippium
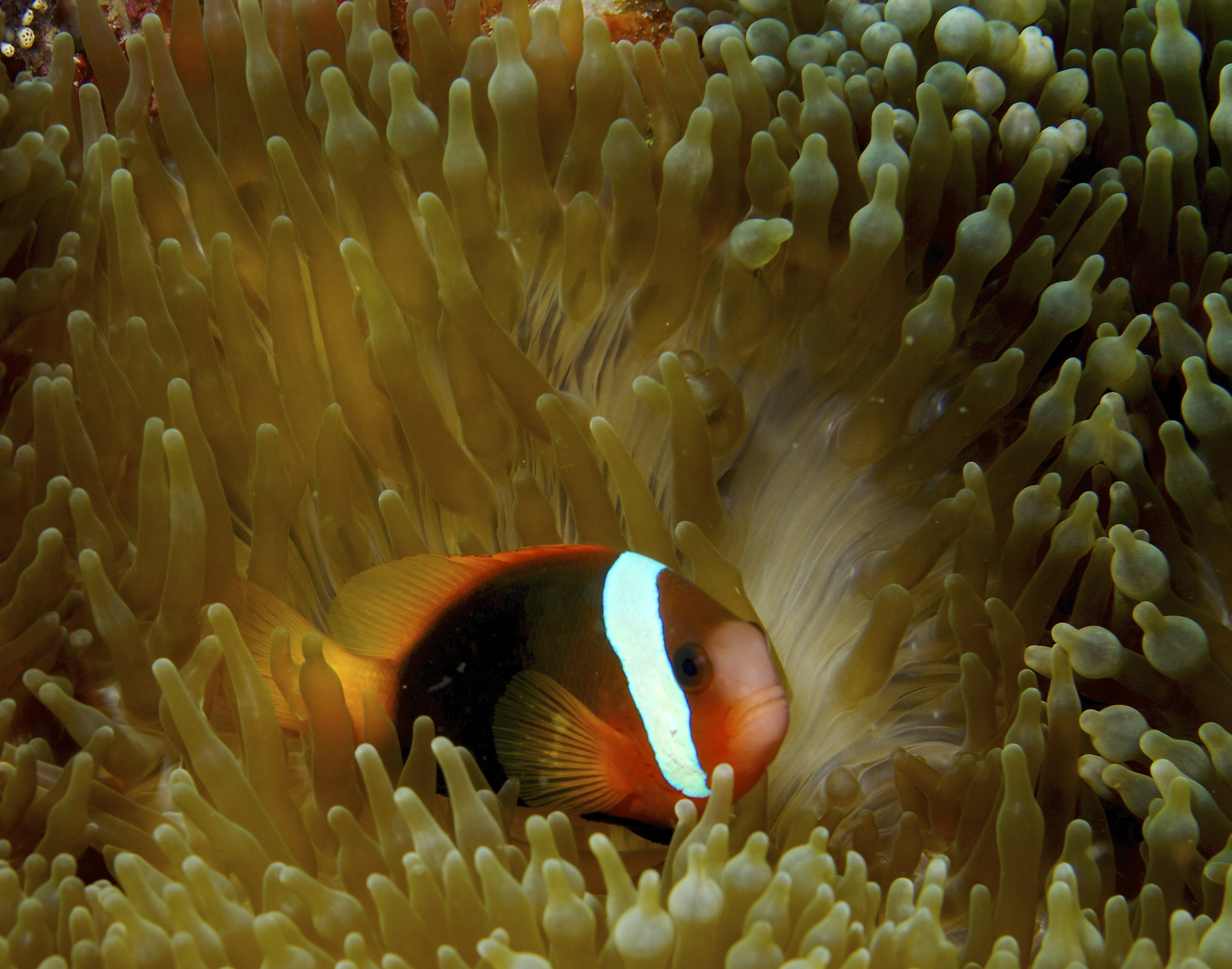
Amphiprion frenatus
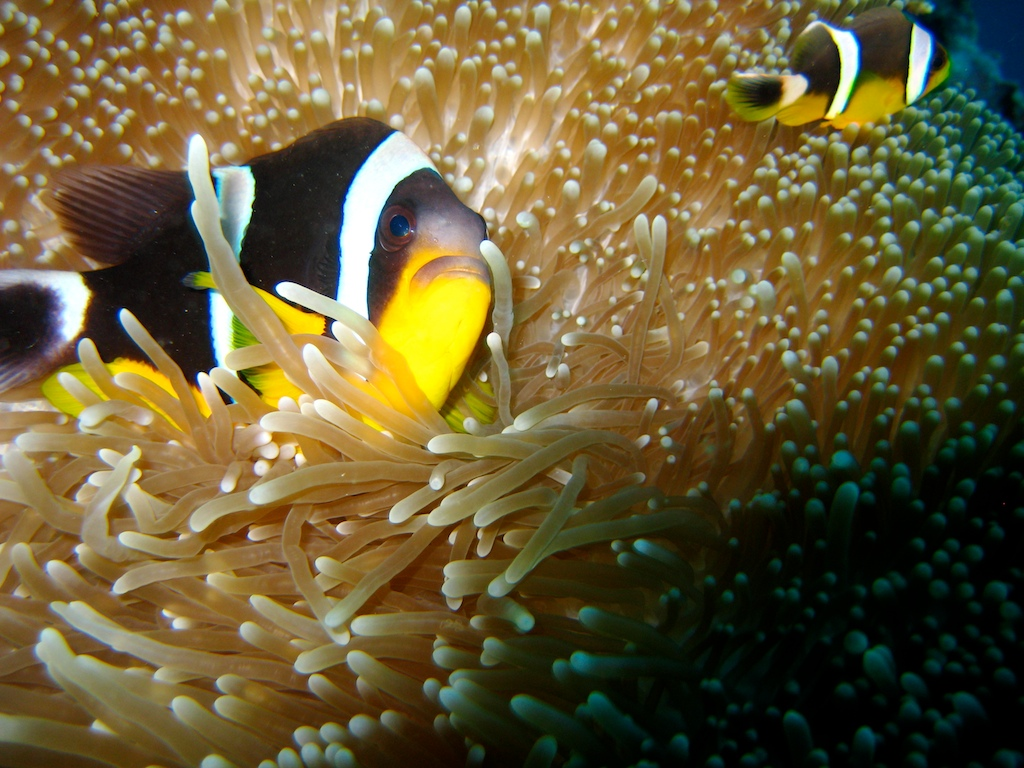
Amphiprion fuscocaudatus
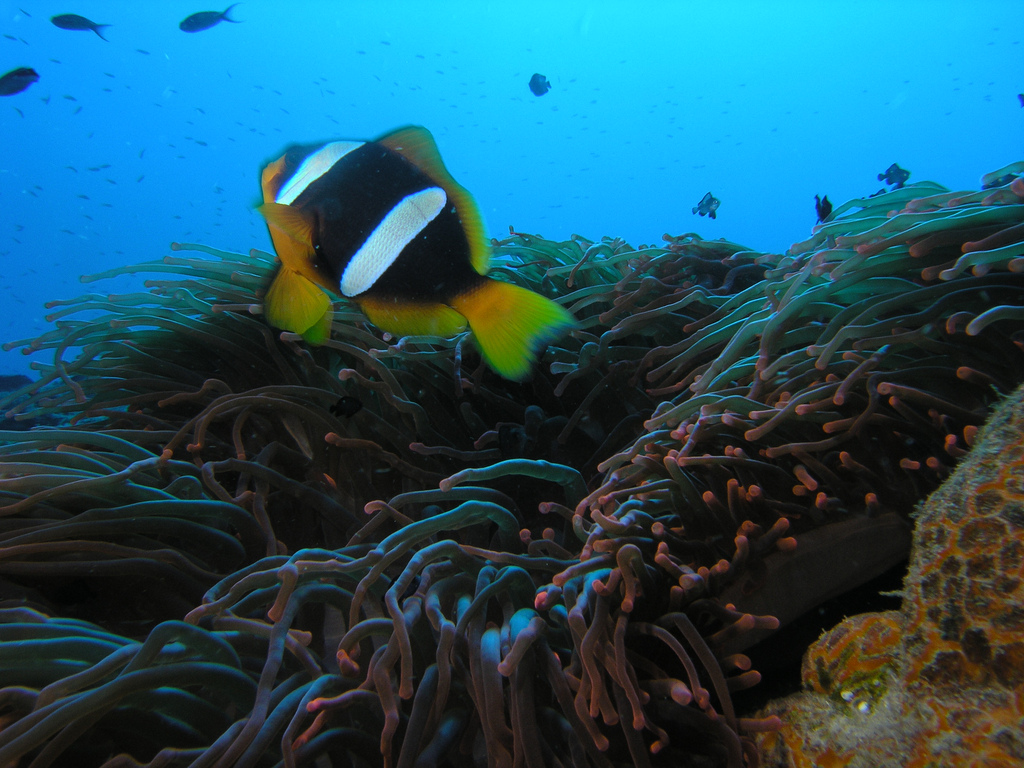
Amphiprion latifasciatus
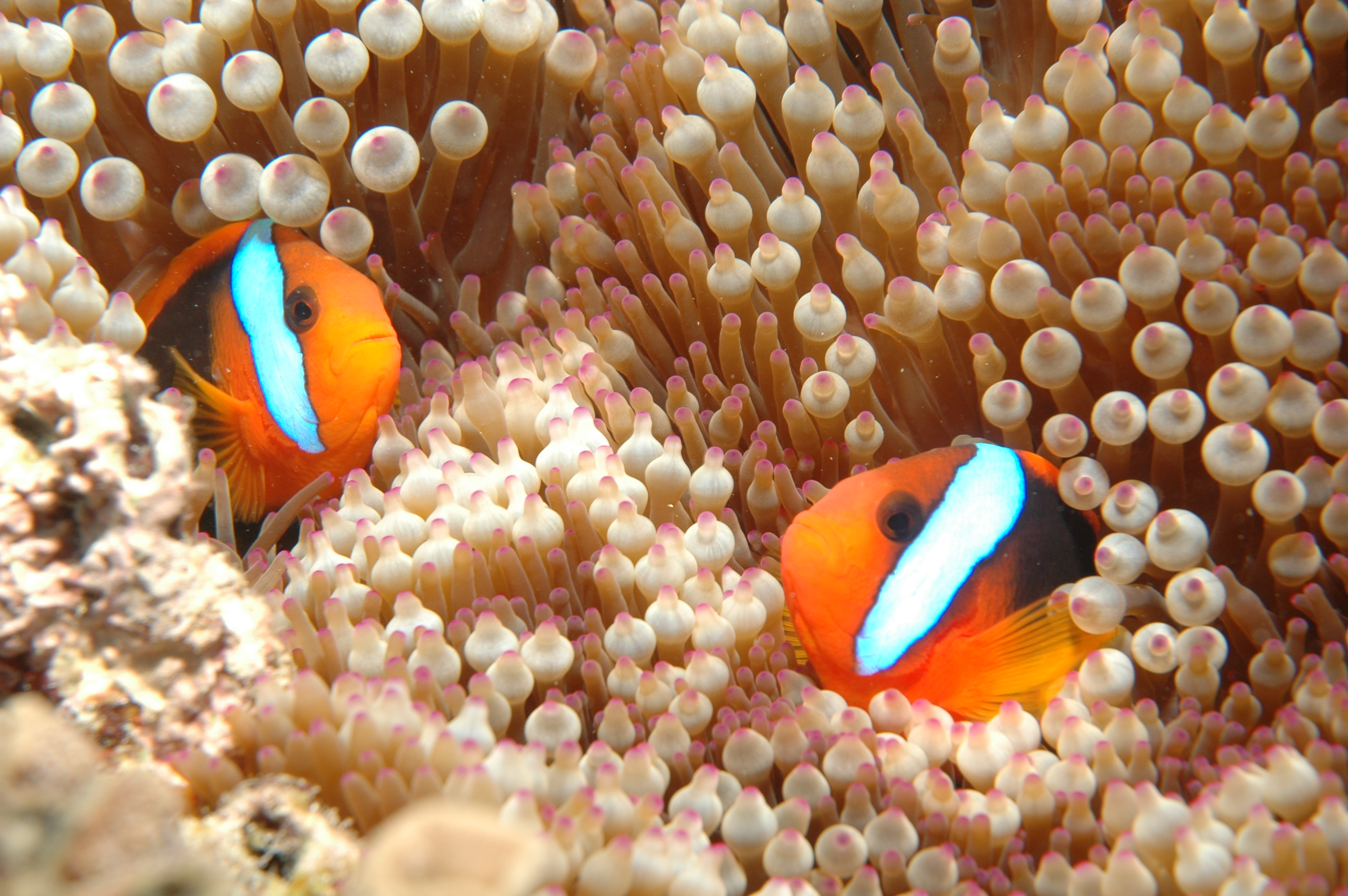
Amphiprion melanopus
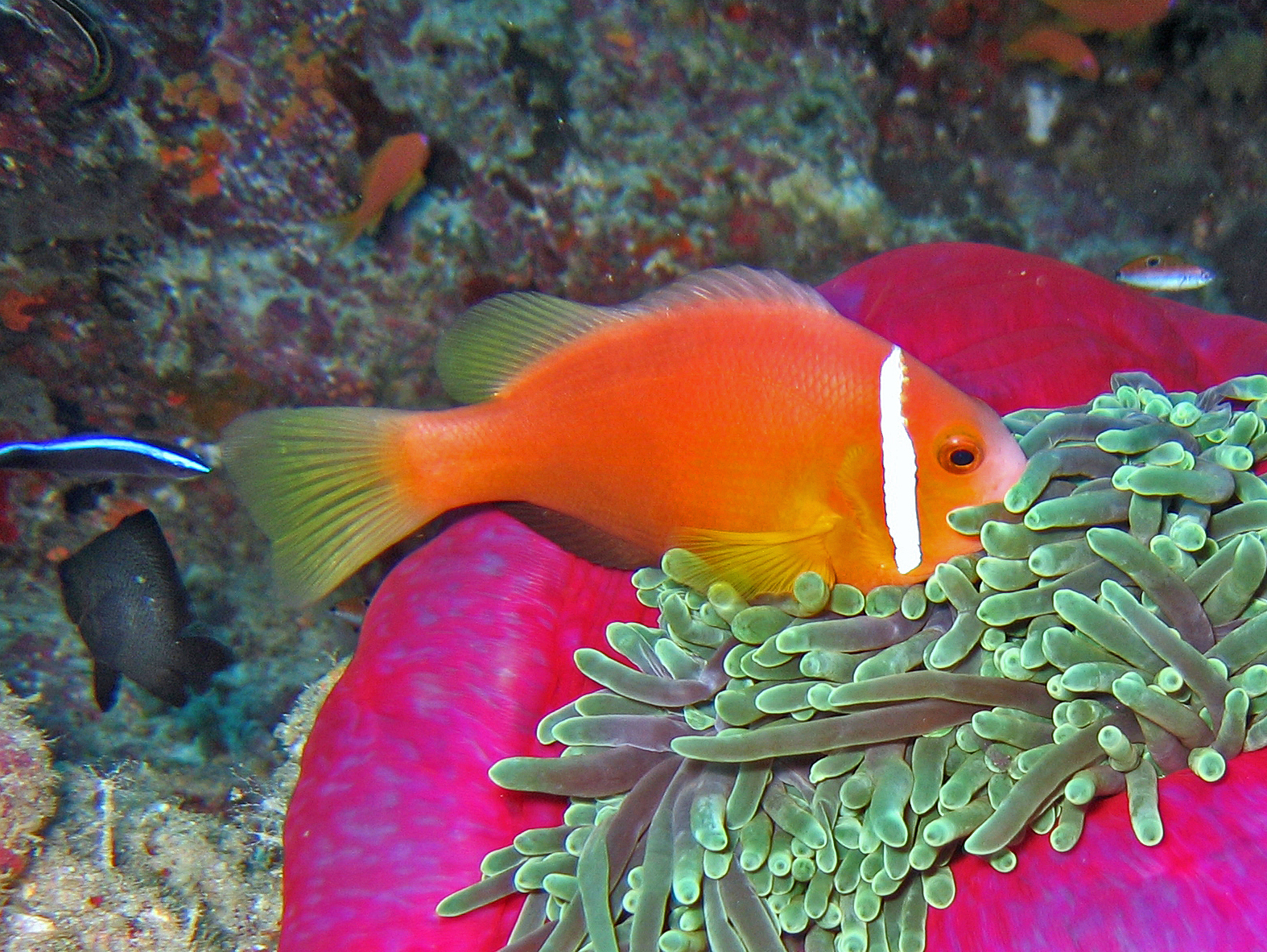
Amphiprion nigripes
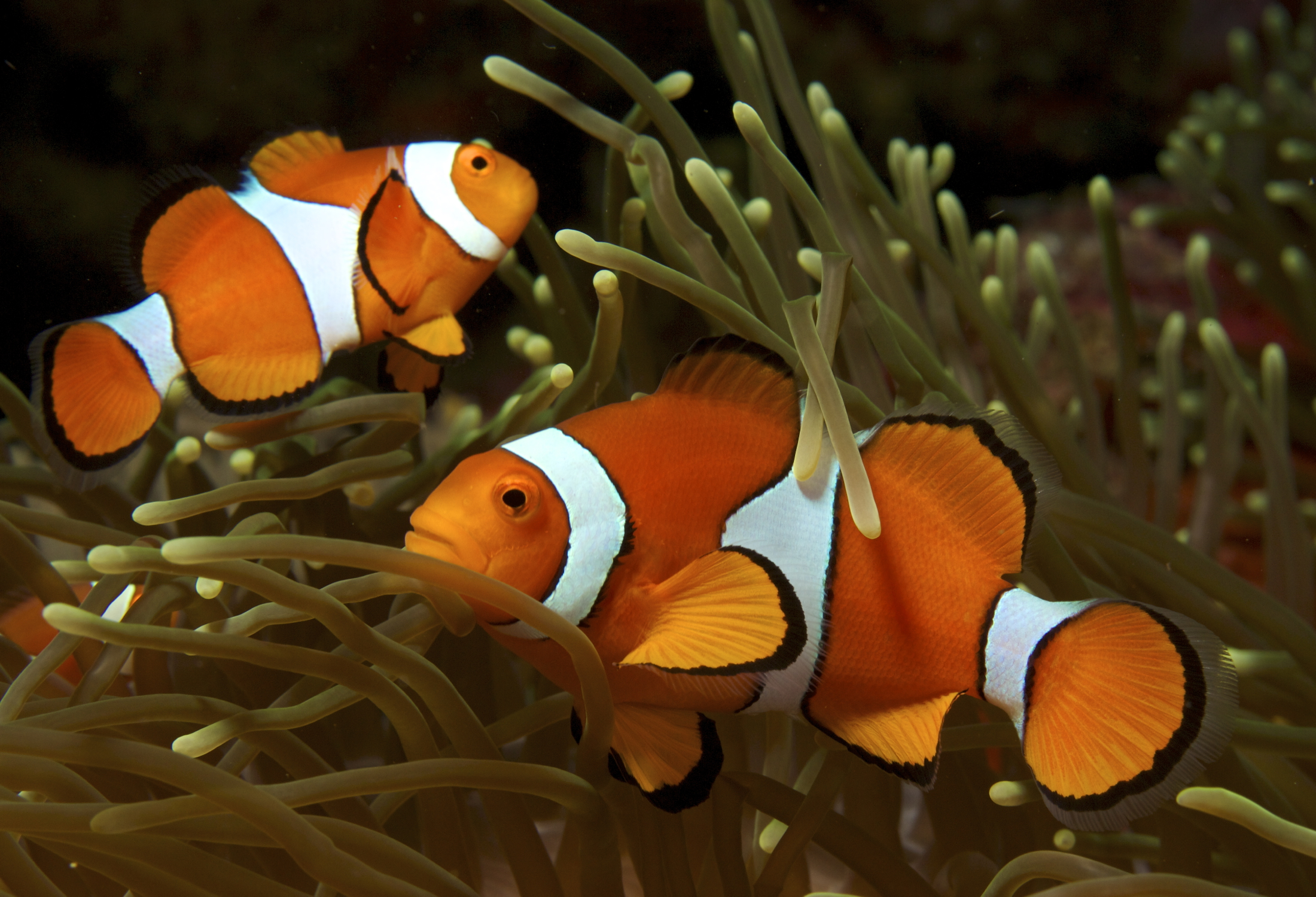
Amphiprion ocellaris
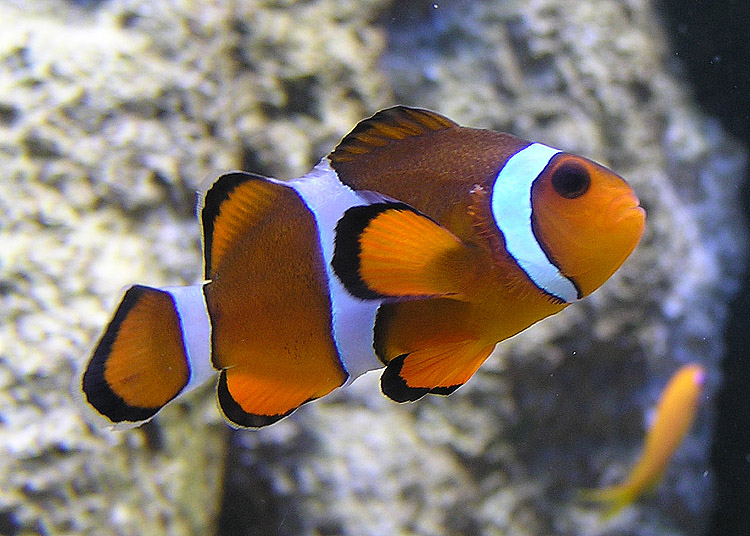
Amphiprion percula
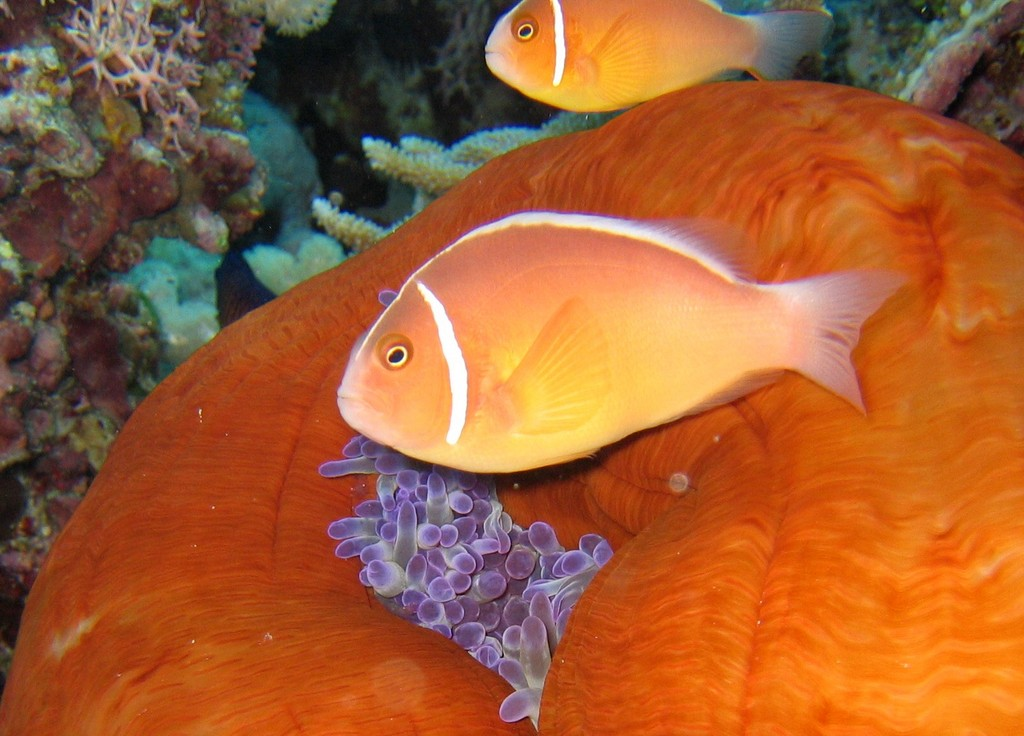
Amphiprion perideraion
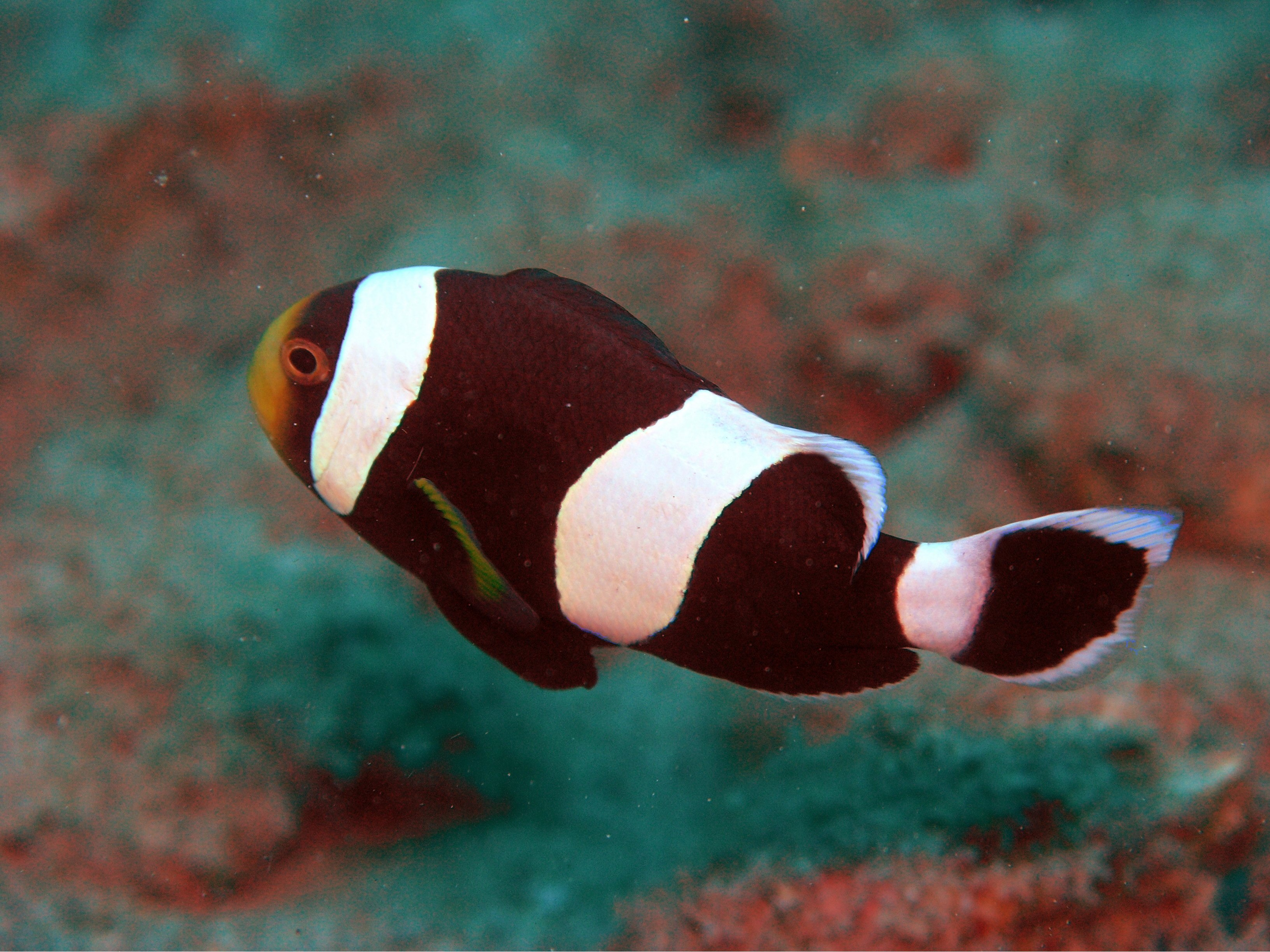
Amphiprion polymnus
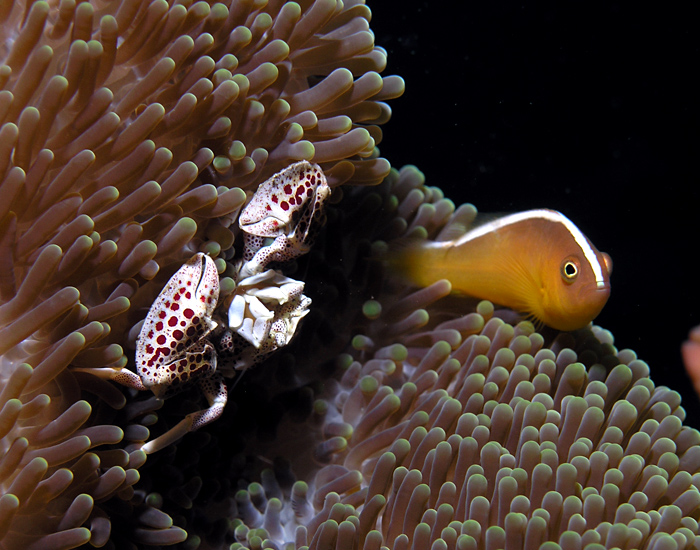
Amphiprion sandaracinos
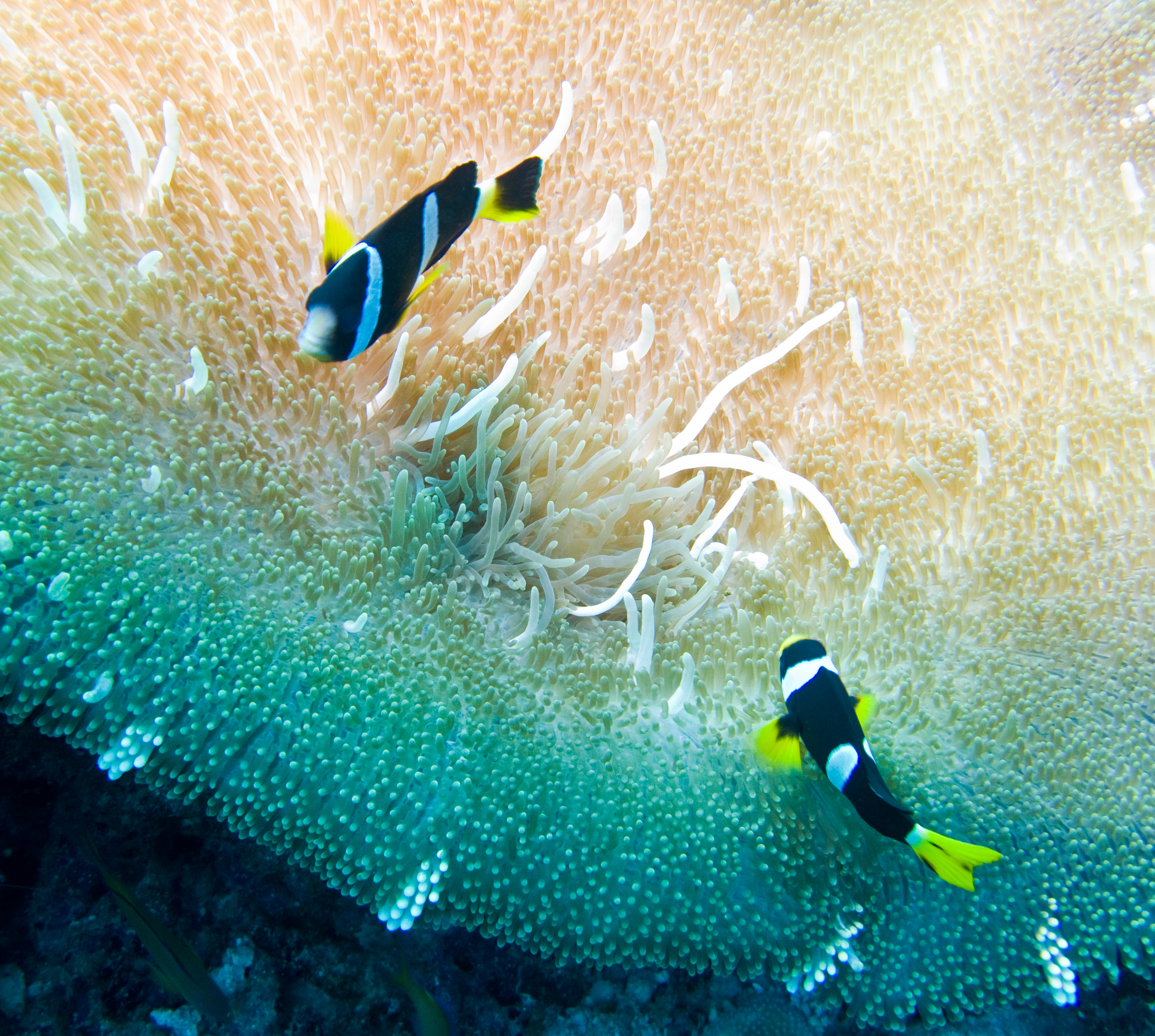
Amphiprion sebae

## Amphiprion et Cinéma
L'espèce australienne Amphiprion ocellaris a servi de modèle au personnage éponyme du film Le Monde de Némo.